# The Jesus and Mary Chain
The Jesus and Mary Chain (förkortat JAMC) är en skotsk rockgrupp från East Kilbride i Glasgow, bildad 1984 av bröderna Jim och William Reid. 

## Historia
Bröderna Reid började göra musik tillsammans 1982. Influenser var band som Rolling Stones, The Stooges, T. Rex, Velvet Underground och amerikansk sextiotalspop som den gjordes av Phil Spector och Brian Wilson. Musiken spelades in på kassetter som de gav ut i hemstaden East Kilbridge, strax utanför Glasgow. Snart anslöt sig basisten Douglas Hart och trummisen Murray Dalglish. 
JAMC skapade sig tidigt ett namn i skotska indiekretsar för sina korta och kaotiska spelningar. De varade bara i 10-20 minuter, bandmedlemmarna vände ryggarna mot publiken och bröderna Reid förolämpade och spottade på tillresta musikjournalister. Spelningarna avslutades inte sällan med att bandet slog sönder sina egna och vid vissa tillfällen även huvudbandets instrument, varpå publiken löpte amok. Till slut blev JAMC portade från många spelställen. Detta resulterade i att bandet vid flera tillfällen dök upp oanmälda och "stal" spelningar från andra band. 
I maj 1984 flyttade JAMC till London.  Efter ett tips från blivande medlemmen Bobby Gillespie, som snart skulle komma att ersätta Murray Dalglish bakom trummorna, tog gruppen kontakt med Alan McGee. I oktober samma år släpptes första singeln Upside Down på dennes oberoende skivbolag Creation Records. Musiken avvek från det mesta som låg på listorna just då och singeln rönte mycket uppmärksamhet.
The Jesus and Mary Chains vilda och våldsamma spelningar fortsatte. Spelningen den 15 mars 1985 på klubben Polytechnic i North London blev speciellt omtalad. Förbandet Meat Whiplash hade redan retat upp publiken genom att kasta tillbaka en vinflaska som någon slängt upp på scenen. När JAMC sedan körde igång sin vanliga publikföraktande show var det våldsamma upploppet ett faktum. Musikpressen som var på plats döpte händelsen till "The Jesus and Mary Chain Riot".
Under 1985 skrev bandet kontrakt med skivbolaget Blanco y Negro.  Två singlar, You Trip Me Up och Never Understand, följdes i november av debutalbumet Psychocandy som omedelbart hyllades i brittisk musikpress och särskilt i NME. Efter att singeln Some Candy Talking släppts i juli 1986 lämnade Gillespie JAMC för att på heltid ägna sig åt sitt andra band Primal Scream. Han ersattes av John Moore.
Med albumet Darklands stärkte The Jesus and Mary Chain sin position som en av de främsta brittiska indiegrupperna under 1980-talet. Intresset för gruppen svalnade betänkligt mot slutet av decenniet, trots att de med ojämna mellanrum lyckades skapa utmärkt popmusik. 
1994 fick man en mindre försäljningsframgång i USA tack vare singeln Sometimes Always, ett samarbete med sångerskan Hope Sandoval från Mazzy Star. 
Albumet Munki från 1998 visade sig bli det sista, JAMC splittrades året därpå. 
Bröderna Reid är kända för att ständigt vara osams och det var dessa slitningar som låg bakom bandets uppbrott. Den 22 januari 2007 blev det dock klart att JAMC skulle återförenas. I en intervju för tidningen Uncut Magazine berättade Jim Reid att bandet arbetar på ett nytt album. 

## Musik
The Jesus and Mary Chain spelade i början av sin karriär en enkel, nästan minimalistisk popmusik. Genom att blanda Phil Spectors melodier med The Velvet Underground-inspirerad rockmusik och medvetet oväsen skapade bandet ett sound som var unikt för sin tid. Deras användning av rundgång och gitarrer med så mycket fuzzeffekt att de tidvis förvandlades till en matta av vitt brus var banbrytande och fick många efterföljare. Bland de artister och grupper som inspirerats av JAMC förtjänar att nämnas Ride, My Bloody Valentine, Black Rebel Motorcycle Club och The Raveonettes.
Redan på andra skivan "Darklands" blev The Jesus and Mary Chains musik mindre extrem. Men även om bröderna Reid med tiden tonade ned det "smutsiga" i gruppens sound har de aldrig tvekat att experimentera. Så är till exempel 1992 års Honey's Dead kraftigt influerad av modern dansmusik.

## Bröderna Reid

### Jim Reid
Jim Reid, född 29 december 1961, är sångare i bandet. Bandet slutade spela, från 1998 till 2007, när William gick av scenen under en slutsåld konsert i Los Angeles kända House of Blues.

### William Reid
William Reid, född 28 oktober 1958, är gitarrist, kompositör och sångare. Han är huvudgitarrist och medgrundare av bandet.

## Medlemmar
Nuvarande medlemmar

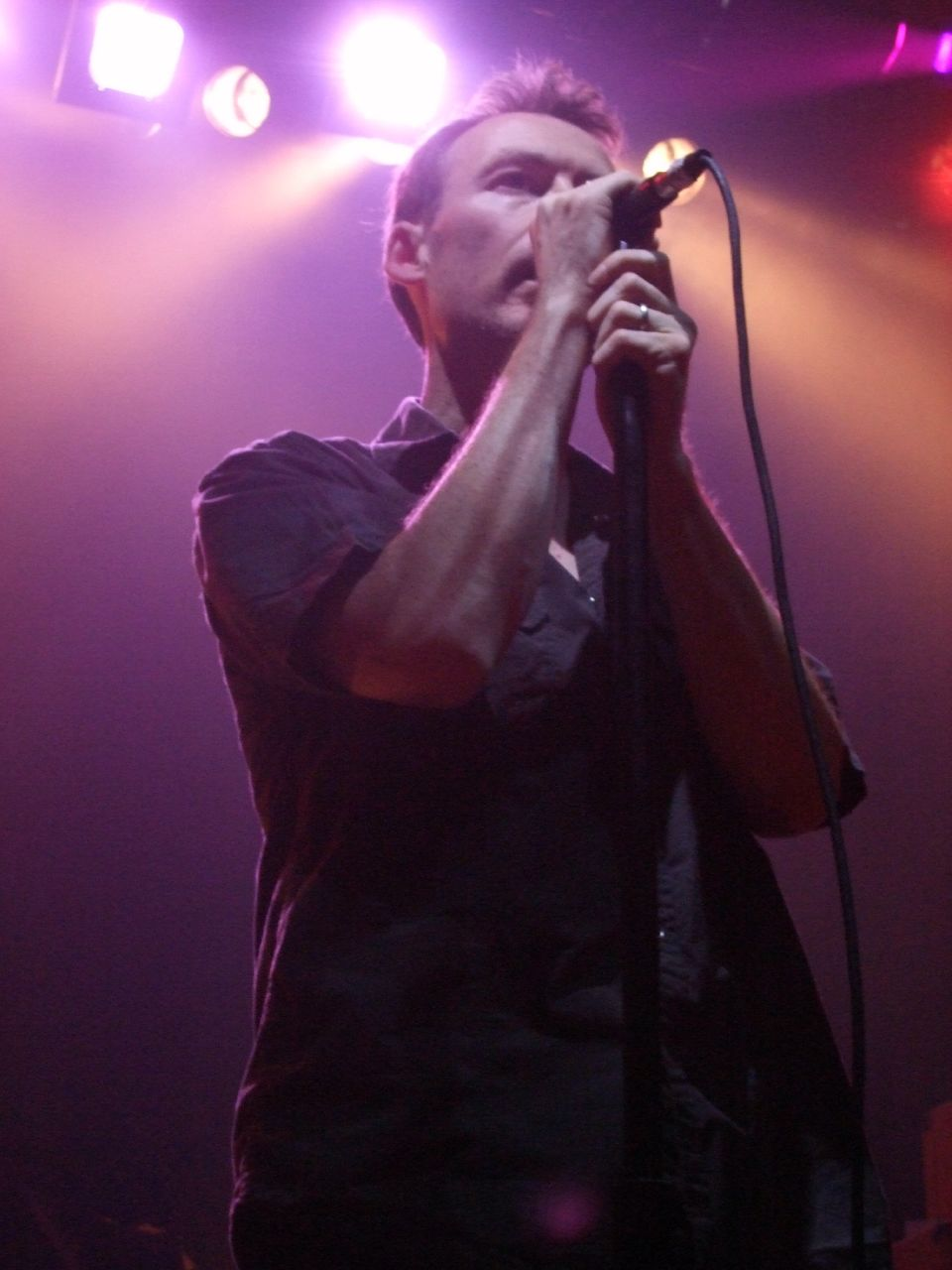
Jim Reid

- Jim Reid – sång, gitarr (1983–1999, 2007–)
- William Reid – gitarr, sång (1983–1999, 2007–)
- Scott Von Ryper – gitarr (2015–)
- Brian Young – trummor (2012–)
- Mark Crozer – gitarr (2007–2008, 2012), basgitarr (2013–)

Tidigare medlemmar
- Douglas Hart – basgitarr (1984–1991)
- Murray Dalglish – trummor (1984)
- Bobby Gillespie – trummor (1984–1986, 2017)
- Martin Hewes – trummor (1986)
- James Pinker – trummor (1986)
- Dave Evans – rytmgitarr (1987–1989)
- Richard Thomas – trummor (1988–1990)
- Ben Lurie – rytmgitarr, basgitarr (1989–1998)
- Steve Monti – trummor (1990–1995)
- Matthew Parkin – basgitarr (1992)
- Barry Blackler – trummor (1992)
- Nick Sanderson – trummor (1993–1998; död 2008)
- Lincoln Fong – basgitarr (1994–1995)
- Geoff Donkin – trummor (1998)
- Phil King – basgitarr, gitarr (1998, 2007–2015)
- Loz Colbert – trummor (2007–2008)
- John Moore – gitarr (1986–1987, 2012), trummor (1985–1986)
- Duncan Cameron – gitarr (1983–1984)

## Diskografi

### Studioalbum
- 1985 - Psychocandy
- 1987 - Darklands
- 1989 - Automatic
- 1992 - Honey's Dead
- 1994 - Stoned & Dethroned
- 1998 - Munki
- 2017 - Damage and Joy
- 2024 - Glasgow Eyes

### Livealbum
- 2003 - BBC - Live in Concert

### Samlingar
- 1988 - Barbed Wire Kisses (B-sidor och rariteter)
- 1993 - The Sound of Speed (Andra albumet med b-sidor och rariteter)
- 1995 - Hate Rock N' Roll (Tredje albumet med b-sidor och rariteter)
- 2000 - The Complete John Peel Sessions
- 2002 - 21 Singles 1984-1998
- 2006 - Rarities Box Set
- 2007 - The Power of Negative Thinking: B-Sides & Rarities
- 2010 - Original Album Series
- 2010 - Upside Down: The Best of the Jesus and Mary Chain

### EP
- Rollercoaster (1990)
- Reverence (1992)
- Far Gone and Out (1992)
- Sound of Speed (1993)
- Come On (1994)

### Singlar
- "The Peel Sessions" (1991)
- "Reverence" (1992)
- "Sugar Ray" (1992)
- "Far Gone and Out" (1992)
- "Almost Gold" (1992)
- "Sometimes Always" (1994)
- "Cracking Up" (1998)
- "I Love Rock and Roll" (1998)
- "Upside Down" (1984)
- "Never Understand" (1985)
- "You Trip Me Up" (1985)
- "Just Like Honey" (1985)
- "Some Candy Talking" (1986)
- "April Skies" (1987)
- "Happy When It Rains" (1987)
- "Sidewalking" (1988)
- "Rollercoaster" (1990)
- "The Peel Sessions" (1991)
- "Reverence" (1992)
- "Sugar Ray" (1992)
- "Far Gone and Out" (1992)
- "Almost Gold" (1992)
- "Sometimes Always" (1994)
- "Cracking Up" (1998)
- "I Love Rock and Roll" (1998)
- "Rhino Hi-Five: Jesus and Mary Chain" (2006)